# Parigi-Bruxelles 2004
La Parigi-Bruxelles 2004, ottantaquattresima edizione della corsa, si svolse l'11 settembre 2004 su un percorso di 225 km, con partenza da Soissons e arrivo a Bruxelles. Fu vinta dal belga Nick Nuyens della Quick Step davanti al suo connazionale Philippe Gilbert e al danese Allan Johansen.

## Ordine d'arrivo (Top 10)
| Pos. | Corridore        | Squadra                          | Tempo    |
| ---- | ---------------- | -------------------------------- | -------- |
| 1    | Nick Nuyens      | Quick Step                       | 4h59'00" |
| 2    | Philippe Gilbert | FDJ                              | a 1"     |
| 3    | Allan Johansen   | Bankgiroloterij                  | a 2"     |
| 4    | Jeremy Hunt      | MrBookmaker-Palmans              | a 4"     |
| 5    | Paolo Bettini    | Quick Step                       | a 10"    |
| 6    | Marc Wauters     | Rabobank                         | s.t.     |
| 7    | Rik Reinerink    | Chocolade Jacques-Wincor Nixdorf | s.t.     |
| 8    | Matthé Pronk     | Bankgiroloterij                  | s.t.     |
| 9    | Manuele Mori     | Saunier Duval-Prodir             | s.t.     |
| 10   | Niko Eeckhout    | Lotto-Domo                       | s.t.     |